# David Tennant

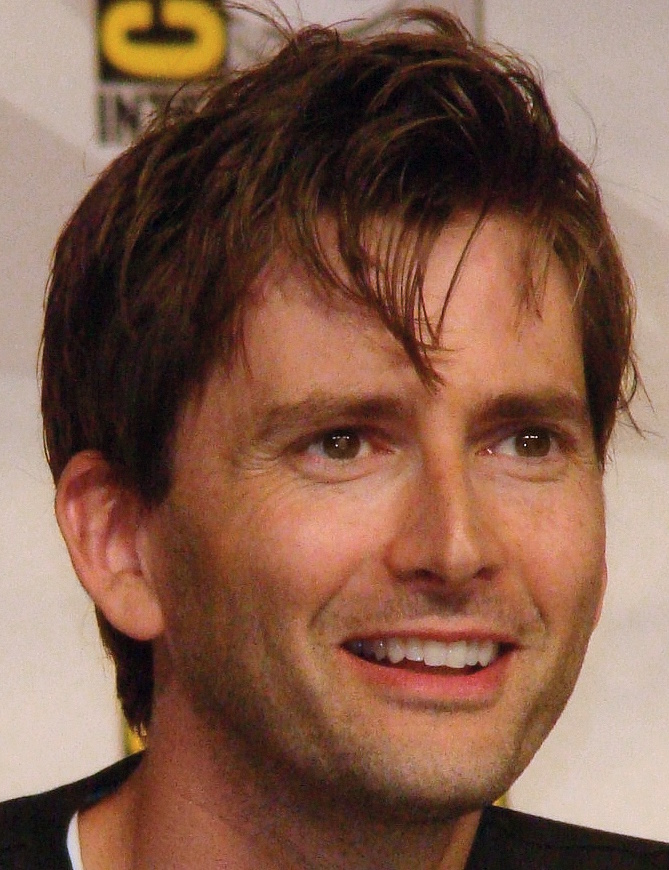
David Tennant

David John (McDonald) Tennant (n. 18 aprilie 1971, Bathgate⁠(d), Scoția, Regatul Unit) este un actor scoțian de televiziune, cinematografie și teatru. A jucat în mai multe filme de succes, printre care Harry Potter și Pocalul de Foc și Jude sau în serialele TV Doctor Who și Casanova.

### Filmografie
| An   | Titlul                                        | Rol                                        | Note            | Ref. |
| ---- | --------------------------------------------- | ------------------------------------------ | --------------- | ---- |
| 1996 | Jude                                          | Drunk undergraduate                        |                 |      |
| 1998 | L.A. Without a Map                            | Richard                                    |                 |      |
| 1999 | The Last September                            | Captain Gerald Colthurst                   |                 |      |
| 2000 | Being Considered                              | Larry                                      |                 |      |
| 2003 | Bright Young Things                           | Ginger Littlejohn                          |                 |      |
| 2005 | Harry Potter and the Goblet of Fire           | Barty Crouch Jr.                           |                 |      |
| 2006 | Free Jimmy                                    | Protester                                  | Uncredited      |      |
| 2009 | Glorious 39                                   | Hector                                     |                 |      |
| 2009 | St Trinian's 2: The Legend of Fritton's Gold  | Sir Piers Pomfrey                          |                 |      |
| 2010 | How to Train Your Dragon                      | Spitelout (voce)                           |                 |      |
| 2011 | The Decoy Bride                               | James Arber                                |                 |      |
| 2011 | Fright Night                                  | Peter Vincent                              |                 |      |
| 2011 | The Itch of the Golden Nit                    | News announcer / Stretchy McStretch (voce) |                 |      |
| 2012 | The Pirates! In an Adventure with Scientists! | Charles Darwin (voce)                      |                 |      |
| 2012 | Nativity 2: Danger in the Manger              | Donald Peterson / Roderick Peterson        |                 |      |
| 2014 | Postman Pat: The Movie                        | Wilf (voce)                                |                 |      |
| 2014 | What We Did on Our Holiday                    | Doug                                       |                 |      |
| 2015 | Reds and Grays                                | Robbie (voce)                              |                 |      |
| 2016 | Fireman Sam: Alien Alert                      | Buck Douglas (voce)                        |                 |      |
| 2017 | Mad to Be Normal                              | R. D. Laing                                |                 |      |
| 2017 | Ferdinand                                     | Angus (voce)                               |                 |      |
| 2017 | You, Me and Him                               | John                                       | Released on VOD |      |
| 2018 | Bad Samaritan                                 | Cale Erendreich                            |                 |      |
| 2018 | Mary Queen of Scots                           | John Knox                                  |                 |      |
| 2019 | How to Train Your Dragon: The Hidden World    | Spitelout / Ivar the Witless (voce)        |                 |      |
| 2021 | The Loud House Movie                          | Angus (voce)                               |                 |      |
| 2022 | Chip 'n Dale: Rescue Rangers                  | Scrooge McDuck (voce)                      | Cameo           |      |
| TBA  | The Amazing Maurice                           | Dangerous Beans (voce)                     |                 |      |

## Televiziune
| An                            | Titlul                             | Rol                              | Note                                                                                              | Ref. |
| ----------------------------- | ---------------------------------- | -------------------------------- | ------------------------------------------------------------------------------------------------- | ---- |
| 1988                          | Dramarama                          | Neil McDonald                    | Episod: "The Secret of Croftmore"                                                                 |      |
| 1989                          | The Play on One                    | Third squaddie                   | Episod: "Biting the Hands"                                                                        |      |
| 1992                          | Strathblair                        | Archie the Hiker                 | Episod: "Family Affairs"                                                                          |      |
| 1992                          | Bunch of Five                      | Policeman                        | Episod: "Miles Better"                                                                            |      |
| 1993                          | The Brown Man                      | Ventriloquist                    | TV film                                                                                           |      |
| 1993                          | Rab C. Nesbitt                     | Davina                           | Episod: "Touch"                                                                                   |      |
| 1994                          | Takin' Over the Asylum             | Campbell Bain                    | Toate cele 6 episoade                                                                             |      |
| 1995                          | The Tales of Para Handy            | John MacBryde                    | Episod: "Para Handy's Piper"                                                                      |      |
| 1995                          | The Bill                           | Steve Clemens                    | Episod: "Deadline"                                                                                |      |
| 1996                          | A Mug's Game                       | Gavin                            | Episod: #1.4                                                                                      |      |
| 1997                          | Holding the Baby                   | Nurse                            | Episod #1.2                                                                                       |      |
| 1997                          | Conjuring Shakespeare              | Angelo                           | Episod: "Like a Virgin"                                                                           |      |
| 1998                          | Duck Patrol                        | Simon "Darwin" Brown             | Toate cele 8 episoade                                                                             |      |
| 1999                          | The Mrs Bradley Mysteries          | Max Valentine                    | Episod: "Death at the Opera"                                                                      |      |
| 1999                          | Love in the 21st Century           | John                             | Episod: "Reproduction"                                                                            |      |
| 2000                          | Randall & Hopkirk (Deceased)       | Gordon Stylus                    | Episod: "Drop Dead"                                                                               |      |
| 2001                          | People Like Us                     | Rob Harker                       | Episod: "The Actor"                                                                               |      |
| 2001                          | High Stakes                        | Gaz Whitney                      | Episod: "The Magic Word"                                                                          |      |
| 2001                          | Only Human                         | Tyler                            | TV pilot                                                                                          |      |
| 2002                          | Foyle's War                        | Theo Howard                      | Episod: "A Lesson in Murder"                                                                      |      |
| 2003                          | Trust                              | Gavin MacEwan                    | Episod: #1.6                                                                                      |      |
| 2003                          | Posh Nosh                          | Jose-Luis                        | 2 episoade                                                                                        |      |
| 2003                          | Spine Chillers                     | Dr. Krull                        | Episod: "Bradford in My Dreams"                                                                   |      |
| 2003                          | Terri McIntyre                     | Greig Millar                     | 6 episoade                                                                                        |      |
| 2003                          | Scream of the Shalka               | Warehouseman                     | Episod: #1.5                                                                                      |      |
| 2004                          | The Deputy                         | Christopher Williams             | TV film                                                                                           |      |
| 2004                          | He Knew He Was Right               | Mr. Gibson                       | Toate cele 4 episodes                                                                             |      |
| 2004                          | Blackpool                          | DI Peter Carlisle                | All 6 episodes                                                                                    |      |
| 2005                          | Casanova                           | Giacomo Casanova                 | All 3 episodes                                                                                    |      |
| 2005                          | The Quatermass Experiment          | Dr. Gordon Briscoe               | TV film                                                                                           |      |
| 2005                          | Secret Smile                       | Brendan Block                    | Ambele 2 episoade                                                                                 |      |
| 2005–2010, 2013, 2022–present | Doctor Who                         | Tenth Doctor / Fourteenth Doctor | 50 episodes: Series 1, 2, 3, 4, 2008–2010 Specials, 2013 Special, 2022 Specials, 60th Anniversary |      |
| 2006                          | The Romantics                      | Jean-Jacques Rousseau            | Episod: "Liberty"                                                                                 |      |
| 2006                          | The Chatterley Affair              | Richard Hoggart                  | TV film                                                                                           |      |
| 2007                          | Recovery                           | Alan Hamilton                    | TV film                                                                                           |      |
| 2007                          | The Catherine Tate Show            | Mr. Logan / The Doctor           | Sketch for Red Nose Day 2007                                                                      |      |
| 2007                          | Dead Ringers                       | Regenerated Tony Blair           | Episod: #7.6                                                                                      |      |
| 2007                          | The Infinite Quest                 | Tenth Doctor                     | TV film                                                                                           |      |
| 2007                          | Learners                           | Chris                            | TV film                                                                                           |      |
| 2007                          | Extras                             | David Tennant                    | Episod: "The Extra Special Series Finale                                                          |      |
| 2008                          | Music of the Spheres               | Tenth Doctor                     | TV film                                                                                           |      |
| 2008                          | Einstein and Eddington             | Sir Arthur Eddington             | TV film                                                                                           |      |
| 2009                          | The Sarah Jane Adventures          | Tenth Doctor                     | 2 episoade                                                                                        |      |
| 2009                          | Dreamland                          | Tenth Doctor                     | 6 episoade                                                                                        |      |
| 2009                          | The Catherine Tate Show            | Ghost of Christmas Present       | Episod: "Nan's Christmas Carol"                                                                   |      |
| 2009                          | Hamlet                             | Prince Hamlet                    | TV film                                                                                           |      |
| 2010                          | Rex Is Not Your Lawyer             | Rex Alexander                    | NBC pilot (unaired)                                                                               |      |
| 2010                          | Single Father                      | Dave Tiler                       | All 4 episodes                                                                                    |      |
| 2011                          | United                             | Jimmy Murphy                     | TV film                                                                                           |      |
| 2011                          | This is Jinsy                      | Mr. Slightlyman                  | Episode: "Wedding Lottery"                                                                        |      |
| 2012                          | Playhouse Presents                 | Will                             | Episode: "The Minor Character"                                                                    |      |
| 2012                          | True Love                          | Nick                             | Episode: "Nick"                                                                                   |      |
| 2012                          | Star Wars: The Clone Wars          | Huyang (voice)                   | 3 episodes                                                                                        |      |
| 2012                          | Tree Fu Tom                        | Twigs (voice)                    | All 27 episodes                                                                                   |      |
| 2012–2018                     | DreamWorks Dragons                 | Spitelout (voice)                | 17 episodes                                                                                       |      |
| 2013                          | Spies of Warsaw                    | Jean-François Mercier            | All 4 episodes                                                                                    |      |
| 2013                          | Fish Hooks                         | Oscar's Brain (voice)            | 2 episodes                                                                                        |      |
| 2013–2017                     | Broadchurch                        | DI Alec Hardy                    | All 24 episodes                                                                                   |      |
| 2013                          | The Politician's Husband           | Aiden Hoynes                     | All 3 episodes                                                                                    |      |
| 2013                          | The Escape Artist                  | Will Burton                      | All 3 episodes                                                                                    |      |
| 2013                          | The Five(ish) Doctors Reboot       | David Tennant                    | TV film                                                                                           |      |
| 2013                          | The Great Scott                    | Walter Scott                     | All 3 episodes                                                                                    |      |
| 2014                          | Gracepoint                         | Emmett Carver                    | All 10 episodes                                                                                   |      |
| 2015                          | Jake and the Never Land Pirates    | Dread (voice)                    | 2 episodes                                                                                        |      |
| 2015                          | Mickey Mouse Clubhouse             | Igor the Door (voice)            | Episode: "Mickey's Monster Musical"                                                               |      |
| 2015–2016                     | Teenage Mutant Ninja Turtles       | Fugitoid (voice)                 | 15 episodes                                                                                       |      |
| 2015–2019                     | Jessica Jones                      | Kevin Thompson / Kilgrave        | 13 episodes                                                                                       |      |
| 2016                          | Family Guy                         | Tenth Doctor (voice)             | Episode: "Inside Family Guy"                                                                      |      |
| 2017                          | Thunderbirds Are Go                | Tycho Reeves (voice)             | Episode: "Hyperspeed"                                                                             |      |
| 2017                          | The Highway Rat                    | The Highway Rat (voice)          | TV film                                                                                           |      |
| 2017–2021                     | DuckTales                          | Scrooge McDuck (voice)           | All 60 episodes                                                                                   |      |
| 2018–2021                     | Final Space                        | Lord Commander (voice)           | All 21 episodes                                                                                   |      |
| 2018–2020                     | There She Goes                     | Simon Yates                      | All 10 episodes                                                                                   |      |
| 2018                          | Hang Ups                           | Martin Lamb                      | Episode: #1.2                                                                                     |      |
| 2018                          | Camping                            | Walt Jodell                      | All 8 episodes                                                                                    |      |
| 2019                          | gen:LOCK                           | Dr. Weller (voice)               | All 8 episodes                                                                                    |      |
| 2019                          | Criminal: UK                       | Dr. Edgar Fallon                 | Episode: "Edgar"                                                                                  |      |
| 2019–present                  | Good Omens                         | Crowley                          | Main role; 6 episodes                                                                             |      |
| 2020                          | Deadwater Fell                     | Tom Kendrick                     | All 4 episodes; also executive producer                                                           |      |
| 2020                          | Des                                | Dennis Nilsen                    | All 3 episodes                                                                                    |      |
| 2020–2022                     | Staged                             | David Tennant                    | All 14 episodes; also executive producer                                                          |      |
| 2021                          | This Duckburg Life                 | Scrooge McDuck (voice)           | 3 episodes                                                                                        |      |
| 2021                          | Eden                               | E92 (voice)                      | All 4 episodes                                                                                    |      |
| 2021–present                  | Around the World in 80 Days        | Phileas Fogg                     | Main role; 8 episodes                                                                             |      |
| 2022                          | The Legend of Vox Machina          | General Krieg (voice)            | 2 episodes                                                                                        |      |
| 2022                          | Meet the Richardsons               | David Tennant                    | Episode: #3.1                                                                                     |      |
| 2022                          | The Sandman                        | Don (voice)                      | Episode: "A Dream of a Thousand Cats"                                                             |      |
| 2022                          | Inside Man                         | Reverend Harry Watling           |                                                                                                   |      |
| 2022                          | The Paloni Show! Halloween Special | Roach Chef (voice)               | Segment: "Clacky's Café"                                                                          |      |
| 2022                          | Ark: The Animated Series           | Sir Edmund Rockwell (voice)      |                                                                                                   |      |
| TBA                           | Litvinenko                         | Alexander Litvinenko             | Post-production                                                                                   |      |
| TBA                           | Hide                               |                                  | Pre-production                                                                                    |      |
| TBA                           | Americons                          |                                  | Announced                                                                                         |      |